# Coniatus tamarisci
Coniatus tamarisci ist ein Käfer aus der Familie der Rüsselkäfer (Curculionidae) und der Unterfamilie der Hyperinae. Der kleine bunte Käfer lebt in Südeuropa auf Tamarisken und ist wegen seiner Färbung auf diesen nur schwer zu erkennen. Die Gattung Coniatus ist in Europa mit neun Arten vertreten, die zwei Untergattungen zugeordnet werden. Coniatus tamarisci gehört zur Untergattung Coniatus.

## Bemerkungen zum Namen
|                                                                                              | |
| Abb. 1: Beschuppung                                                                          | Abb. 2: Aufsicht |
|                                                                                              | |
| Abb. 3: Fühler S: 1. Fühler- glied oder Scapus 8: letztes Geißelglied gleich 8. Fühlerglied  | Abb. 4: Kopf frontal und seitlich getönt blau: Scapus beidseitig gelb: rechte Geißel und Keule Pfeilspitzen auf Längskiele pink getönt: Fühlergrube |
|                                                                                              | |
| Abb. 5: Teil Vorderbein T: Schiene (Tibia) 1,..,3: Tarsenglieder K: Krallenglied Pfeil: Zahn | Abb. 6: Käfer auf Tamariske in Seitenansicht, teilweise gefärbt: Vorderhüfte rot getönt gelb markiert: Vorder- und Hin- terrand der Vorderbrust     |

Die Art wurde erstmals von Fabricius im Jahr 1787 unter dem Namen Curculio tamarisci beschrieben. Fabricius gibt an, dass der Käfer in Afrika auf der Tamariske lebt, was den Namensteil tamarisci erklärt.
Die Gattung Coniatus wurde 1817 von Germar dadurch beschrieben, dass er zwei Käferarten angab, die dazu gehören. Der Gattungsname Coníatus ist von altgriechisch κονιατός koniatós, deutsch ‚getüncht‘ abgeleitet. Möglicherweise spielt Germar darauf an, dass die dunkle Körperfarbe durch die bunten Schuppen verdeckt ist.

## Merkmale des Käfers
Die männlichen Käfer sind mit durchschnittlich 4,4 Millimeter Länge bei einer Breite von 1,7 Millimeter etwas kleiner als die weiblichen mit einer Länge von durchschnittlich 5,0 Millimetern bei einer Breite von 2,1 Millimetern. Die Körperunte rseite ist bei den Weibchen leicht konvex, bei den Männchen leicht konkav gewölbt. Die  Käfer sind schwarz, die Grundfarbe wird aber durch die bunte Beschuppung weitgehend verdeckt. Die meisten Schuppen sind in verschiedenen Tönen metallisch grün (Abb. 1). Zwei Querbänder der Flügeldecken sind bräunlich rosa beschuppt, die Schuppen der Unterseite sind blass silbrig grün. Rüsselspitze, Fühler und Beine sind in der Grundfarbe nicht schwarz, sondern braun bis rötlichgelb. Zwischen den Schuppen ist der Käfer kaum sichtbar anliegend behaart. (Um die Haare besser sichtbar zu machen, sind sie in Abb. 1 zum Großteil hell nachgezogen.)
Der kräftige Rüssel (in Abb. 4 von vorn und der Seite sichtbar) ist etwa eineinhalb mal bis doppelt so lang wie der Kopf und deutlich schmaler als dieser. Er ist mitteldick, annähernd walzenförmig und leicht nach unten gebogen. Der Rüsselrücken ist durch zwei Längsrinnen dreikielig (rote Pfeilspitzen in Abb. 4 links). Er ist mindestens 1,5 mal so lang wie an der breitesten Stelle breit. Die Rüsselunterseite ist im vorderen Drittel breiter als der Rüsselrücken, deswegen sind die flachen Fühlergruben dort von oben sichtbar. Sonst liegen die Fühlergruben (in Abb. 4 rechts pink getönt) auf der Rüsselseite und sind nicht von oben sichtbar. Nach hinten laufen die Fühlergruben vor dem Unterrand der Augen aus.
Die zwölfgliedrigen Fühler (Abb. 3) sind deutlich gekniet. Sie sind nicht sehr dünn und erreichen – nach hinten gelegt – die Mitte des Halsschilds. Das lange erste Fühlerglied (Schaft, Scapus, in Abb. 3 mit S bezeichnet, in Abb. 4 links blau getönt) ist etwas vor der Mitte des Rüssels in der Fühlergrube eingelenkt, verdickt sich zum Ende hin und erreicht die Augen knapp. Die Geißel ist siebengliedrig, ihre ersten beiden Glieder sind länglich und leicht kegelförmig, die folgenden sind kurz und an der Spitze abgestutzt. Die Fühlerkeule ist viergliedrig (neuntes bis zwölftes Glied in Abb. 4), schmal und länglich.
Die Augen sind rund und seitenständig, groß und mäßig vorstehend. Die Schuppen des Kopfes sind hell braunrosa, zum Halsschild hin können sie auch grün sein.
Der Halsschild ist vorn abgestutzt, an den Seiten wenig erweitert (bei Coniatus deyrollei, Coniatus repandus und Coniatus wenckeri ist der Halsschild seitlich stärker gerundet) und an der Basis nur andeutungsweise doppelbuchtig. Er ist nach oben längs und quer gewölbt, ohne Längseindruck. Die längs entlang der Mitte liegenden Schuppen können von einem etwas helleren Grün sein als die übrigen Schuppen und so eine Mittellinie bilden. Coniatus tamarisci gehört zu den Coniatusarten, die manchmal als 'grüne' Coniatusarten im Unterschied zu den 'braunen' Coniatusarten zusammengefasst werden, weil die Schuppen des Halsschildes alle in Grüntönen gehalten sind.
Das Schildchen ist klein und dreieckig.
Der Käfer ist geflügelt. Die Flügeldecken sind länglich eiförmig, nur wenig bauchig erweitert. Sie sind gemeinsam um die Hälfte breiter als die Halsschildbasis und etwa vier Mal so lang wie der Halsschild. Die Schulterecken sind breit verrundet. Die Schuppen der Flügeldecken sind nur teilweise grün. Eine erste Binde von rosa Schuppen beginnt hinter der Schulter und nähert sich der Naht. Eine zweite rosa Binde verläuft parallel dazu, erreicht die Naht und schließt ein schwarzes (schuppenlose) Feld in Form eines Pfeils (Pfeilmakel) ein. Zwischen den beiden rosa Binden schiebt sich seitlich von unten eine Binde mit hellgrünen Schuppen, gleichfarbig wie die Schuppen der Körperunterseite. Schuppenlose Bereiche erscheinen als schwarze Flecken. Bei dem sehr ähnlichen Coniatus deyrollei, dessen Verbreitungsgebiet sich mit dem von Coniatus tamarisci überschneidet, ist die Behaarung der Flügeldecken deutlich, bei Coniatus tamarisci dagegen fein und unscheinbar.
Die Vorderhüfte liegt von der Seite gesehen in der Mitte der Vorderbrust und ist nicht deutlich dem Hinterrand der Vorderbrust genähert (in Abb. 6 durch 2 gelbe Markierungen verdeutlicht).
Die Schienen tragen keine Punktreihen. Die Außenkanten der Vorderschienen sind nicht dornen- oder hakenförmig verlängert. Die Innenseite aller Schienen sind mit je einem unauffälligen Enddorn versehen (rote Pfeilspitze in Abb. 5). Bei den Männchen sind die Schienen stärker gekrümmt als bei den Weibchen.
Die Tarsen sind fast so lang wie die Schienen (Abb. 5). Das dritte Tarsenglied ist zweilappig und bis nahe der Basis ausgeschnitten. Es ist dabei nicht sehr viel breiter als die vorausgehenden Tarsenglieder (Abb. 5). Das Klauenglied (in Abb. 5 mit K gekennzeichnet) ist lang, die Klauen nicht verwachsen. Die Schuppen auf den Beinen sind auf den Schenkeln überwiegend grün, auf Schienen und Tarsen überwiegend rosa.

## Larven
Die Larven ähneln grünlichen Raupen mit weißer Seitenlinie und weißer Seitenbinde.

## Biologie
Die folgenden Angaben beziehen sich auf mehrjährige Beobachtungen in Südfrankreich.
Die Käfer erscheinen im Frühjahr mit Beginn der Vegetationsperiode ihrer Wirtspflanzen, produzieren im Jahr abhängig vom Klima drei oder vier Generationen und überwintern als Imagines in Spalten der Rinde oder im Boden. Die Käfer sind relativ langlebig. Von der ersten Generation überwintern etwa achtzig Prozent. Von der zweiten und dritten Generation überwintern nahezu alle. Spätestens im Verlauf des Folgejahrs sterben jedoch alle Tiere ab. Auch bereits während der Überwinterung stirbt von allen Generationen ein Teil. Weibchen sind etwas langlebiger als Männchen.
Ab September bis März findet man inaktive Tiere, im November und Dezember bilden sie fast 100 %, aber auch im Winter kann man vereinzelt aktive Käfer treffen, wenn die Temperatur auf 14° bis 15° steigt, selbst wenn die Zweige der Wirtspflanzen völlig kahl sind und dem Käfer keine Nahrung bieten.
Die Käfer sind tagaktiv. Bei Störungen lassen sie sich fallen und stellen sich tot.

### Wirtspflanzen
Versuchsreihen, bei denen den Käfern lediglich eine Pflanzenart als Nahrung zur Verfügung stand, zeigten, dass die Käfer zwar an fast allen angebotenen Tamariskenarten fraßen, aber eine vollständige Entwicklung von der Eiablage bis zur neuen Generation gelang nur an zwei  Arten: Tamarix gallica, auf der sich der Käfer auch in Frankreich entwickelt und Tamarix ramosissima, eine nordamerikanische Art, zu deren Bekämpfung möglicherweise Coniatus tamarisci eingesetzt werden soll. Außerdem gelang die vollständige Entwicklung an der nah verwandten Myrmicaria germanica. Im natürlichen Verbreitungsgebiet des Käfers werden als Wirtspflanzen Tamarix gallica, Tamarix anglica, Tamarix africana und Myrmicaria germanica genannt.

### Nahrungsaufnahme
Wenn die Vegetationsperiode im Frühjahr beginnt und die überwinternden Knospen beginnen anzuschwellen, erscheinen auch die Käfer und fressen an den Knospen an den Astspitzen. Das ganze Jahr über fressen sie weiterhin Knospen, außerdem benagen sie Blätter und junge Triebe auch weiter unten an den Ästen. Sie behindern so die Entwicklung von Blättern, Blüten und neuen Trieben und bewirken das Abfallen junger Triebe. Die abgefallenen Triebe können unter der Wirtspflanze eine ganze Schicht bilden.
Auch die Larven ernähren sich von Blättern, Blüten und Trieben. Sie winden sich dabei spiralförmig um die Zweige, wodurch sie weitgehend davor geschützt sind, durch Windstöße von den Ästen geblasen zu werden.
Im Frühjahr und Herbst werden sonnenexponierte Stellen auf der Südseite der Pflanze bei der Nahrungsaufnahme bevorzugt, bei großer Hitze werden Schattenplätze aufgesucht.

### Eiablage
Die Weibchen legen in aller Regel die Eier einzeln ab, bevorzugt in den Endabschnitten der Äste, entweder in Blattachseln oder an den Astspitzen. Dabei zerkauen sie eine Knospe zu einem Brei, mit dem sie das Ei in die entstandene Mulde kleben. In drei Prozent der Fälle wurden die Eier paarweise abgelegt, und in jeweils weniger als 1 % in Gruppen von drei bis fünf Eiern. Die abgelegten Eier werden von der Mutter noch mit zerkautem Pflanzenmaterial bedeckt und auf diese Weise versteckt.
Die Anzahl der Eier schwankt individuell stark. Weibchen der ersten Generation legten zwischen sechzig und 180 Eier ab, Weibchen der dritten Generation zwischen 130 und 295 Eier (gerundet). Die Anzahl der abgelegten Eier der Weibchen der zweiten Generation lag dazwischen. Während die Weibchen der dritten Generation ihre Eier nahezu ausschließlich nach der Überwinterung ablegten, legten die Weibchen der ersten und zweiten Generation den Großteil der Eier vor der Überwinterung ab.
Die Eiablage wird nur im Winter unterbrochen und bis wenige Tage vor dem Tod der Weibchen fortgesetzt.

### Entwicklung
Im dritten Larvenstadium graben sich die Larven im Boden wenige Zentimeter tief unter der Wirtspflanze ein und bauen sich in einer Kammer einen Kokon, in dem sie sich verpuppen.
Die Entwicklungsdauer ist in den verschiedenen Generationen wie zu erwarten verschieden lang. Beispielsweise beginnt ein im Juni geschlüpfter Käfer bereits nach vier Tagen mit der Eiablage, nach weiteren fünf bis sechs Tagen schlüpfen die Larven, die drei Larvenstadien bis zur Puppe werden in knapp dreizehn Tagen durchlaufen. Ungefähr zehn Tage später schlüpft bereits ein Käfer der nächsten Generation.

### Kokon
Vor der Verpuppung nehmen die Larven eine stark gekrümmte Form an. So können sie mit den Mundwerkzeugen eine klebrige Flüssigkeit aufnehmen, die in Form von Tröpfchen nahe dem Darmrende ausgeschieden wird. Sie drücken diese Tröpfchen neben sich an die Wand der Puppenkammer und ziehen sie dann zu einem Faden aus, der schnell erhärtet und dessen zweites Ende ebenfalls festgeklebt wird. Dieser Vorgang wird vielfach wiederholt, wodurch um die Larve ein lockermaschiger, hell rötlicher Kokon (Netzkokon) entsteht. In diesem findet die Verpuppung statt. Der fertige Käfer beißt sich ein Loch durch den Kokon und verzehrt dabei einen Großteil von diesem.

### Paarung
Paarungen finden zur wärmsten Tageszeit von Februar bis September statt, mit einem Maximum im April. In warmen Sommernächten aber können selbst nachts Paarungen stattfinden, obwohl die Tiere tagaktiv sind. Regen und Wind wirkt sich negativ auf die Paarungsbereitschaft aus.
Vor der Paarung sind die Käfer unruhig, laufen umher und benutzen für kurze Strecken, etwa zu benachbarten Ästen, die Flügel. Die Männchen verfolgen die Weibchen. Wenn die Weibchen anhalten, betasten sich Männchen und Weibchen mit den Fühlern. Wenige Sekunden bis zu mehreren Minuten danach bespringt das Männchen das Weibchen von hinten und kopuliert. Es verharrt auf dem Weibchen, während es mit den Fühlern Flügeldecken und Brustschild des Weibchens streichelt. Die Weibchen fressen oft während der Kopulation, halten aber gewöhnlich die Antennen still, können aber auch den Standort wechseln.
Die dokumentierten Kopulationen dauerten zwischen fünf und 130 Minuten.

## Verbreitung
Man findet die Art in Frankreich, Italien, Algerien, Marokko, Spanien, auf den Kanarischen Inseln, Sizilien und Korsika und in Israel von Meereshöhe bis zu 2000 m Höhe.